# Павленко, Ольга Вячеславовна
О́льга Вячесла́вовна Павле́нко (род. 6 сентября 1964, Краснодарский край, СССР) — российский историк, доктор исторических наук, профессор Российского государственного гуманитарного университета. Первый проректор — проректор по научной работе Российского государственного гуманитарного университета (с 2016), профессор кафедры зарубежного регионоведения и внешней политики РГГУ. Почётный работник сферы образования Российской Федерации (2018). Автор свыше 200 научных и учебно-методических трудов, соавтор двух учебников по истории России.

## Биография
Ольга Вячеславовна Павленко родилась 6 сентября 1964 года. Девичья фамилия — Лебедева.
В 1981 году поступила и в 1986 с отличием окончила Исторический факультет МГУ имени М. В. Ломоносова (кафедра истории южных и западных славян).
В 1986—1990 годы — учёба в аспирантуре Исторического факультета МГУ.
В 1990 году защитила диссертацию на соискание учёной степени кандидата исторических наук. Тема — «Концепция славянской взаимности в России и Чехии в 1860-е гг. XIX в.», специальность 07.00.03 — всеобщая история, научный руководитель — Л. П. Лаптева.
В 1990—1992 годы — работа в информационно-библиографическом отделе Библиотеки иностранной литературы имени М. В. Рудомино.
С 1992 года — работа в РГГУ:
- ст. преп. кафедры всеобщей истории Историко-архивного института РГГУ (1992—2004)
- доцент кафедры мировой политики и международных отношений РГГУ (2004—2013)
- зам. директора Историко-архивного института РГГУ по международной деятельности (2001—2016)
- руководитель Отделения международных отношений и зарубежного регионоведения ИАИ РГГУ (2007—2015)
- зав. кафедрой зарубежного регионоведения и внешней политики факультета международных отношений и зарубежного регионоведения ИАИ РГГУ (с 2013)
- декан факультета международных отношений и зарубежного регионоведения ИАИ РГГУ (2015—2016)
- проректор по научной работе (2016-2019)
- первый-проректор - проректор по научной работе (с 2019)[1]

Учёное звание — доцент (2004), профессор (2018).
В 2023 году защитила диссертацию на соискание учёной степени доктора исторических наук. Тема — «Славянский фактор в идеологии и внешней политике Российской империи и монархии Габсбургов (1830-е гг. – 1914 г.)», специальность 07.00.03 — всеобщая история.

## Сфера научных интересов
- внешняя политика Российской Федерации
- внешняя политика СССР в эпоху Холодной войны
- история Австрии (XIX—XXI века)
- российско-австрийские отношения
- современные международные процессы на трансатлантическом пространстве (политические, социокультурные и экономические аспекты)
- международные отношения и внешняя политика России во второй половине XIX — начале XX века

## Основные научные и учебно-методические труды
Автор свыше 200 печатных работ, существенная часть которых была издана США, Великобритании, Австрии, Германии, Чехии и Польше.
- Перечень трудов О. В. Павленко в базе РИНЦ
- Перечень трудов О. В. Павленко на сайте Архивная копия от 30 декабря 2018 на Wayback Machine РГГУ

### Соавтор учебников
- Безбородов А. Б., Дробижева Л. М., Елисеева Н. В., Зимина В. Д., Красовицкая Т. Ю., Павленко О. В. Отечественная история новейшего времени: 1985—2008. Учебник / Под ред. А. Б. Безбородова. — М.: РГГУ, 2009. — 874 c. [Автор 7-й главы: «Внешняя политика России в 1992—2008 гг.» С. 502—690.] — ISBN 5-7281-1069-9
- Безбородов А. Б., Елисеева Н. В., Красовицкая Т. Ю., Павленко О. В. История России в новейшее время. 1985—2009 гг. Учебник / Отв. ред. А. Б. Безбородов. — М.: Изд. Проспект, 2017. — 448 с. — ISBN 978-5-392-01153-7

## Членство в редколлегиях
- Заместитель главного редактора журнала «Вестник РГГУ», серии «Политология. История. Международные отношения. Зарубежное регионоведение. Востоковедение»[5]
- Член редакционного совета журнала «Сравнительные политика» (МГИМО (У) МИД России)[6]
- Соредактор межвузовского ежегодника «Российско-Австрийский альманах: исторические и культурные параллели» (совместное издание РГГУ и Северо-Кавказского Федерального университета)[7]

## Членство в профессиональных корпорациях
- Член Российского Совета по международным делам
- Член Российско-Австрийской комиссия историков
- Член Российско-Словацкой комиссия историков
- Член Всероссийского общества историков-архивистов
- Член American Association of the German Studies[1]

## Награды
- Благодарность руководителя Федерального архивного агентства за многолетний и добросовестный труд и в связи с 20-летием Российского общества историков-архивистов
- Благодарственное письмо Президента Российской Федерации В. В. Путина за большой вклад в подготовку и проведение общественно значимых мероприятий всероссийского уровня
- Звание «Почётный работник сферы образования Российской Федерации» (приказ Министра образования и науки РФ № 46/к-н от 06.02.2018)
- Именное Благодарственное письмо Президента Российской Федерации В. В. Путина за активное участие в работе по подготовке и проведению выборов Президента Российской Федерации от 07.05.2018[1]
- Именная Почетная грамота Председателя Совета Федерации Федерального Собрания Российской Федерации[8]